# Arthurton
Arthurton är en ort i Australien. Den ligger i kommunen Yorke Peninsula och delstaten South Australia, omkring 110 kilometer nordväst om delstatshuvudstaden Adelaide. Antalet invånare är 293.
Runt Arthurton är det mycket glesbefolkat, med 2 invånare per kvadratkilometer.. Närmaste större samhälle är Maitland, omkring 14 kilometer sydväst om Arthurton.
Trakten runt Arthurton består till största delen av jordbruksmark. Genomsnittlig årsnederbörd är 502 millimeter. Den regnigaste månaden är juni, med i genomsnitt 90 mm nederbörd, och den torraste är december, med 12 mm nederbörd.